# Овчинников, Всеволод Владимирович
Все́волод Влади́мирович Овчи́нников (17 ноября 1926, Ленинград — 30 августа 2021, Москва) — советский и российский журналист и писатель-публицист, один из ведущих советских послевоенных журналистов-международников; востоковед, специалист по Японии и Китаю. Лауреат Государственной премии СССР в области литературы, искусства и архитектуры (1985) и Премии Правительства Российской Федерации в области печатных средств массовой информации (2006). Заслуженный работник культуры РСФСР (1982), заслуженный журналист Российской Федерации (2018).
На протяжении почти сорока лет был корреспондентом и политическим обозревателем газеты «Правда», затем обозревателем «Российской газеты».
Автор книг «Ветка сакуры (Рассказ о том, что за люди японцы)» (1970), «Корни дуба (Впечатления и размышления об Англии и англичанах)» (1980), «Горячий пепел (Хроника тайной гонки за обладание ядерным оружием)». Почётный член российско-японского «Комитета 21 века», эксперт политической экспертной сети Кремль.org.

## Биография
Родился в семье архитектора Владимира Фёдоровича Овчинникова (1890—1973). Семья Овчинниковых жила на Фонтанке, где и прошло детство будущего журналиста. Он поступил в 264-ю неполную среднюю школу, но окончить её так и не удалось: «Война началась ровно через три дня после выпускного вечера в нашем седьмом „А“».
Вместе с родителями и младшим братом Всеволод пережил блокаду Ленинграда с осени 1941 года по осень 1942 года. Осенью 1942 года семья была эвакуирована в деревню Плетнево Юргинского района Омской области.
Осенью 1943 года призван в армию, окончил полковую школу в 1944 году и готовился к отправке на фронт как командир 45-миллиметровой противотанковой пушки, однако был откомандирован в военно-морское училище. Переведён из училища из-за выявленной близорукости (последствие дистрофии, перенесённой во время блокады) на морской факультет Военного института иностранных языков.
Окончил китайское отделение Военного института иностранных языков Красной армии (ВИИЯКА).
В 1951 году зачислен в штат редакции газеты «Правда».
В 1952 году женился на студентке музучилища при Московской консерватории Музе Петровне. В 1956 году у них родилась дочь Любовь (японист, кандидат исторических наук, сотрудник Института стран Азии и Африки МГУ).
С марта 1953 по 1960 год работал спецкором газеты «Правды» в Китае, с 1962 по 1968 годы — в Японии, с 1974 по 1978 годы — в Великобритании.
Кроме того, бывал в кратковременных командировках в США, Никарагуа, Мексике, Индонезии, Индии. Репортажи из этих стран были объединены в книгу «Стихия гонки».
Дважды совершал поездки в Тибет (1955, 1990).
Репортажи и очерки Овчинникова посвящены, главным образом, социальным и политико-экономическим проблемам разных стран мира — профсоюзному движению, национально-освободительной борьбе, отношениям развивающихся стран с транснациональными корпорациями, гуманитарным вопросам.
В 1979—1992 годах был одним из ведущих еженедельной передачи «Международная панорама» на Центральном телевидении СССР.
В 2002 году удостоен премии Союза журналистов России «Золотое перо России».
Вёл постоянную авторскую колонку «Час с Овчинниковым» в «Российской газете. Неделя».
Овчинникову выпала возможность первым из россиян положить цветы на могилу Рихарда Зорге.
Скончался 30 августа 2021 года на 95-м году жизни. Похоронен на Троекуровском кладбище.

## Награды
- Орден «За заслуги перед Отечеством» III степени (18 мая 2017 года) — за большой вклад в развитие отечественной культуры и искусства, средств массовой информации, многолетнюю плодотворную деятельность[9]
- Орден «За заслуги перед Отечеством» IV степени (15 октября 2010 года) — за заслуги в области печати и многолетнюю плодотворную работу[10]
- Орден Дружбы (22 января 1997 года) — за заслуги перед государством, большой вклад в укрепление дружбы и сотрудничества между народами, многолетнюю плодотворную деятельность в области культуры и искусства, высокие достижения в развитии физической культуры и спорта[11]
- Орден Трудового Красного Знамени (4 мая 1962 года) — в связи с 50-летием газеты «Правда», за плодотворную работу в области журналистики и отмечая большие заслуги в развитии советской печати, издательского дела, радио и телевидения[12]
- Орден Дружбы народов (14 ноября 1986 года) — за многолетнюю плодотворную работу в советской печати и в связи с шестидесятилетием со дня рождения[13]
- Почётное звание «Заслуженный журналист Российской Федерации» (27 декабря 2018 года) — за заслуги в развитии отечественной журналистики и многолетнюю плодотворную работу[14]
- Почётное звание «Заслуженный работник культуры РСФСР» (21 апреля 1982 года) — за заслуги в области советской печати[15]
- Государственная премия СССР 1985 года в области литературы, искусства и архитектуры (31 октября 1985 года) — за книги «Сакура и дуб», «Горячий пепел» (премия за произведения художественной публицистики)[16]
- Премия Правительства Российской Федерации 2006 года в области печатных средств массовой информации (12 января 2007 года)[17]
- Орден Восходящего солнца, золотые лучи с розеткой (Япония, 2017)[18]
- Премия имени Вацлава Воровского «за лучшее произведение 1970 года в области международной журналистики» — за книги очерков «Ветка сакуры» и «Тени на мосту Айой»[19]

## Высказывания
- «Китайцы — это немцы Азии, а японцы — русские Азии»[20].
- «Не стыдно ни за одну строчку, написанную в Советском Союзе. Я не танцевал под дудку агитпропа»[20] (о своей 40-летней работе в газете «Правда»).

## Произведения
Моя концепция в журналистике и мое политическое кредо состоят в том, что в результате глобализации должен восторжествовать принцип симфонизма. Тогда каждый народ, как музыкальный инструмент в оркестре, сохраняет свой собственный, неповторимый голос, и все голоса должны сливаться в какой-то единой гармонии.

### Книги
На 2004 год автор 19 книг.
- «Восхождение на Фудзи» — Репортажи из Японии.
- «Горячий пепел» — Хроника тайной гонки за обладание атомным оружием.
- «Ветка сакуры» (1971) — Рассказ о том, что за люди японцы.
- «Корни дуба» (1983) — Впечатления и размышления об Англии и англичанах.
- «Калейдоскоп жизни» — Описывает драматические, экзотерические и комические эпизоды личной судьбы автора
- «Вознесение в Шамбалу» и «Своими глазами» — Дилогия, описывающая не только путешествие от Новой Зеландии до Перу, но и передвижение во времени — с середины 1950-х годов по сегодняшний день, проделанное автором за свою жизнь.
- «Человек и Дракон» — Впечатления и размышления о пребывании «в древних землях Дракона».
- «Цветы сливы» — Сравнение японской и китайской кухни.
- «Перлы труда» — Размышления о том, почему Япония стала сильной индустриальной державой.
- «Своими глазами. Страницы путевых дневников» (М.: Изд-во АПН, 1989)
- «Два лица Востока» (М.: АСТ, 2013)

### Статьи
- Всеволод Овчинников. Тени на мосту Айой // Наука и жизнь. — 1970. — № 1. — С. 80—91.

## Адрес в Ленинграде
- Набережная реки Фонтанки, д. 126[22]